# Dat komt door jou
Dat komt door jou is een single uit 2009 van de Nederlandse zanger Guus Meeuwis. Het is het zevende nummer van het album NW8. Het nummer is een Nederlandse bewerking van het Italiaanse A Te van Jovanotti.

## Tracklist
1. Dat komt door jou
2. Alles wat ik zoek

## Hitnoteringen
| "Dat komt door jou" in de Nederlandse Top 40 -- binnen: 02-05-2009 | "Dat komt door jou" in de Nederlandse Top 40 -- binnen: 02-05-2009 | "Dat komt door jou" in de Nederlandse Top 40 -- binnen: 02-05-2009 | "Dat komt door jou" in de Nederlandse Top 40 -- binnen: 02-05-2009 | "Dat komt door jou" in de Nederlandse Top 40 -- binnen: 02-05-2009 | "Dat komt door jou" in de Nederlandse Top 40 -- binnen: 02-05-2009 | "Dat komt door jou" in de Nederlandse Top 40 -- binnen: 02-05-2009 | "Dat komt door jou" in de Nederlandse Top 40 -- binnen: 02-05-2009 | "Dat komt door jou" in de Nederlandse Top 40 -- binnen: 02-05-2009 | "Dat komt door jou" in de Nederlandse Top 40 -- binnen: 02-05-2009 | "Dat komt door jou" in de Nederlandse Top 40 -- binnen: 02-05-2009 | "Dat komt door jou" in de Nederlandse Top 40 -- binnen: 02-05-2009 |
| Week                                                               | 1                                                                  | 2                                                                  | 3                                                                  | 4                                                                  | 5                                                                  | 6                                                                  | 7                                                                  | 8                                                                  | 9                                                                  | 10                                                                 | 11                                                                 |
| ------------------------------------------------------------------ | ------------------------------------------------------------------ | ------------------------------------------------------------------ | ------------------------------------------------------------------ | ------------------------------------------------------------------ | ------------------------------------------------------------------ | ------------------------------------------------------------------ | ------------------------------------------------------------------ | ------------------------------------------------------------------ | ------------------------------------------------------------------ | ------------------------------------------------------------------ | ------------------------------------------------------------------ |
| Nummer                                                             | 33                                                                 | 14                                                                 | 11                                                                 | 12                                                                 | 16                                                                 | 19                                                                 | 22                                                                 | 20                                                                 | 21                                                                 | 25                                                                 | 37                                                                 |

| "Dat komt door jou" in de Nederlandse Single Top 100 -- binnen: 02-05-2009 | "Dat komt door jou" in de Nederlandse Single Top 100 -- binnen: 02-05-2009 | "Dat komt door jou" in de Nederlandse Single Top 100 -- binnen: 02-05-2009 | "Dat komt door jou" in de Nederlandse Single Top 100 -- binnen: 02-05-2009 | "Dat komt door jou" in de Nederlandse Single Top 100 -- binnen: 02-05-2009 | "Dat komt door jou" in de Nederlandse Single Top 100 -- binnen: 02-05-2009 | "Dat komt door jou" in de Nederlandse Single Top 100 -- binnen: 02-05-2009 | "Dat komt door jou" in de Nederlandse Single Top 100 -- binnen: 02-05-2009 | "Dat komt door jou" in de Nederlandse Single Top 100 -- binnen: 02-05-2009 | "Dat komt door jou" in de Nederlandse Single Top 100 -- binnen: 02-05-2009 | "Dat komt door jou" in de Nederlandse Single Top 100 -- binnen: 02-05-2009 |
| Week                                                                       | 1                                                                          | 2                                                                          | 3                                                                          | 4                                                                          | 5                                                                          | 6                                                                          | 7                                                                          | 8                                                                          | 9                                                                          | 10                                                                         |
| -------------------------------------------------------------------------- | -------------------------------------------------------------------------- | -------------------------------------------------------------------------- | -------------------------------------------------------------------------- | -------------------------------------------------------------------------- | -------------------------------------------------------------------------- | -------------------------------------------------------------------------- | -------------------------------------------------------------------------- | -------------------------------------------------------------------------- | -------------------------------------------------------------------------- | -------------------------------------------------------------------------- |
| Nummer                                                                     | 8                                                                          | 4                                                                          | 7                                                                          | 18                                                                         | 15                                                                         | 26                                                                         | 19                                                                         | 26                                                                         | 21                                                                         | 79                                                                         |

### NPO Radio 2 Top 2000
| Nummer met noteringen in de NPO Radio 2 Top 2000 | '11 | '12 | '13 | '14 | '15 | '16 | '17 | '18 | '19 | '20 | '21 | '22 | '23 | '24 |
| ------------------------------------------------ | --- | --- | --- | --- | --- | --- | --- | --- | --- | --- | --- | --- | --- | --- |
| Dat komt door jou                                | 462 | 296 | 451 | 486 | 344 | 492 | 627 | 555 | 602 | 597 | 624 | 679 | 704 | 622 |

1. ↑  Een vetgedrukt getal geeft de hoogste notering aan.
2. ↑  2011 was het eerste jaar met een notering voor dit nummer.